# Federica Carlotta Ulrica di Prussia
Federica Carlotta di Prussia (Potsdam, 7 maggio 1767 – Weybridge, 6 agosto 1820) fu principessa di Hannover e duchessa di Brunswick e Luneburgo e successivamente, per matrimonio, principessa del Regno Unito e duchessa di York e Albany.

## Biografia
Figlia dell'erede al trono prussiano e poi re, Federico Guglielmo II di Prussia, e della sua prima consorte Elisabetta di Brunswick-Wolfenbüttel, dopo il divorzio dei suoi genitori (1797) e il confino della madre a Stettino crebbe sotto la protezione della nonna paterna Luisa Amalia di Brunswick-Wolfenbüttel e della sua matrigna Federica Luisa d'Assia-Darmstadt, seconda moglie del padre.
Il 29 settembre del 1791 sposò a Charlottenburg (Berlino) il principe Federico Augusto, duca di York e di Albany, secondo figlio di Giorgio III del Regno Unito.
La cerimonia matrimoniale fu ripetuta il 23 novembre dello stesso anno a Buckingham Palace.
Federica seguì lo sposo a Weybridge, nella contea del Surrey, ove la coppia abitò. Nel 1793 il duca suo sposo fu nominato comandante dell'armata anglo-hannoveriana e nel 1795 feldmaresciallo dell'esercito britannico e, sebbene egli si dedicasse alla sua amante Mary Anne Clarke, Federica risiedette a Weybridge quasi trent'anni, fino alla sua morte, e si distinse come generosa benefattrice.
Venne descritta come "intelligente e ben educata; le piace la società mentre le dispiace ogni formalità e cerimonia, ma nel mezzo dei rapporti più familiari preserva sempre una certa dignità di modi", e "probabilmente nessuna persona in una simile situazione fu mai così tanto piacevole". Nel 1827 Federica era ritenuta "un'innocua ma eccentrica piccola donna, con uno straordinario entusiasmo per cani e gatti, alcuni segni della severità dell'etichetta prussiana nella quale era stata educata, che dava alla sua casa l'aria di Potsdam, ma anche una piccola parte di quelle attrattive che potrebbero mantenere la considerazione di un giovane marito, un soldato, ed un principe." Si disse che ad Oatlands si fosse svolto del gioco d'azzardo con alte puntate. Federica teneva con sé molti cani ed in apparenza era molto devota alle scimmie. Suo suocero una volta sottolineò che "l'affetto deve basarsi su qualcosa, e là dove non ci sono bambini, lo s'indirizza verso gli animali."
Dal matrimonio con Federico Augusto non nacquero figli. Alla sua morte fu sepolta a Weybridge. Lo sposo fu descritto come sinceramente addolorato e molto ansioso che si adempisse ai desideri espressi nel suo testamento.
Due anni dopo la sua morte, una sottoscrizione consentì l'erezione della York Column, colonna in onore della benefattrice. Il monumento sta sul lato orientale della via principale di Weybridge.

## Ascendenza
|                                      |                                             |                                             | Genitori                                   |  |  | Nonni |  |  | Bisnonni                        |  |  | Trisnonni             |  |
|                                      |                                             |                                             |                                            |  |  |       |  |  | Federico Guglielmo I di Prussia |  |  | Federico I di Prussia |  |
|                                      |                                             |                                             |                                            |  |  |       |  |  | Federico Guglielmo I di Prussia |  |  | Federico I di Prussia |  |
|                                      |                                             | Sofia Carlotta di Hannover                  |                                            |  |  |       |  |  | Federico Guglielmo I di Prussia |  |  |                       |  |
| Augusto Guglielmo di Prussia         |                                             |                                             |                                            |  |  |       |  |  | Federico Guglielmo I di Prussia |  |  |                       |  |
|                                      |                                             | Sofia Dorotea di Hannover                   | Giorgio I d'Inghilterra                    |  |  |       |  |  |                                 |  |  |                       |  |
|                                      |                                             | Sofia Dorotea di Hannover                   | Giorgio I d'Inghilterra                    |  |  |       |  |  |                                 |  |  |                       |  |
|                                      |                                             | Sofia Dorotea di Hannover                   | Sofia Dorotea di Celle                     |  |  |       |  |  |                                 |  |  |                       |  |
| Federico Guglielmo II di Prussia     |                                             | Sofia Dorotea di Hannover                   |                                            |  |  |       |  |  |                                 |  |  |                       |  |
|                                      |                                             | Ferdinando Alberto II di Brunswick-Lüneburg | Ferdinando Alberto I di Brunswick-Lüneburg |  |  |       |  |  |                                 |  |  |                       |  |
|                                      |                                             | Ferdinando Alberto II di Brunswick-Lüneburg | Ferdinando Alberto I di Brunswick-Lüneburg |  |  |       |  |  |                                 |  |  |                       |  |
|                                      |                                             | Ferdinando Alberto II di Brunswick-Lüneburg | Cristina d'Assia-Eschewege                 |  |  |       |  |  |                                 |  |  |                       |  |
| Luisa Amalia di Brunswick-Lüneburg   |                                             | Ferdinando Alberto II di Brunswick-Lüneburg |                                            |  |  |       |  |  |                                 |  |  |                       |  |
|                                      |                                             | Antonietta Amalia di Brunswick-Wolfenbüttel | Luigi Rodolfo di Brunswick-Lüneburg        |  |  |       |  |  |                                 |  |  |                       |  |
|                                      |                                             | Antonietta Amalia di Brunswick-Wolfenbüttel | Luigi Rodolfo di Brunswick-Lüneburg        |  |  |       |  |  |                                 |  |  |                       |  |
|                                      |                                             | Antonietta Amalia di Brunswick-Wolfenbüttel | Cristina Luisa di Oettingen-Oettingen      |  |  |       |  |  |                                 |  |  |                       |  |
| Federica Carlotta Ulrica di Prussia  |                                             | Antonietta Amalia di Brunswick-Wolfenbüttel |                                            |  |  |       |  |  |                                 |  |  |                       |  |
|                                      | Ferdinando Alberto II di Brunswick-Lüneburg | Ferdinando Alberto I di Brunswick-Lüneburg  |                                            |  |  |       |  |  |                                 |  |  |                       |  |
|                                      | Ferdinando Alberto II di Brunswick-Lüneburg | Ferdinando Alberto I di Brunswick-Lüneburg  |                                            |  |  |       |  |  |                                 |  |  |                       |  |
|                                      | Ferdinando Alberto II di Brunswick-Lüneburg | Cristina d'Assia-Eschewege                  |                                            |  |  |       |  |  |                                 |  |  |                       |  |
| Carlo I di Brunswick-Wolfenbüttel    | Ferdinando Alberto II di Brunswick-Lüneburg |                                             |                                            |  |  |       |  |  |                                 |  |  |                       |  |
|                                      |                                             | Antonietta Amalia di Brunswick-Wolfenbüttel | Luigi Rodolfo di Brunswick-Lüneburg        |  |  |       |  |  |                                 |  |  |                       |  |
|                                      |                                             | Antonietta Amalia di Brunswick-Wolfenbüttel | Luigi Rodolfo di Brunswick-Lüneburg        |  |  |       |  |  |                                 |  |  |                       |  |
|                                      |                                             | Antonietta Amalia di Brunswick-Wolfenbüttel | Cristina Luisa di Oettingen-Oettingen      |  |  |       |  |  |                                 |  |  |                       |  |
| Elisabetta di Brunswick-Wolfenbüttel |                                             | Antonietta Amalia di Brunswick-Wolfenbüttel |                                            |  |  |       |  |  |                                 |  |  |                       |  |
|                                      |                                             | Federico Guglielmo I di Prussia             | Federico I di Prussia                      |  |  |       |  |  |                                 |  |  |                       |  |
|                                      |                                             | Federico Guglielmo I di Prussia             | Federico I di Prussia                      |  |  |       |  |  |                                 |  |  |                       |  |
|                                      |                                             | Federico Guglielmo I di Prussia             | Sofia Carlotta di Hannover                 |  |  |       |  |  |                                 |  |  |                       |  |
| Filippina Carlotta di Prussia        |                                             | Federico Guglielmo I di Prussia             |                                            |  |  |       |  |  |                                 |  |  |                       |  |
|                                      |                                             | Sofia Dorotea di Hannover                   | Giorgio I di Gran Bretagna                 |  |  |       |  |  |                                 |  |  |                       |  |
|                                      |                                             | Sofia Dorotea di Hannover                   | Giorgio I di Gran Bretagna                 |  |  |       |  |  |                                 |  |  |                       |  |
|                                      |                                             | Sofia Dorotea di Hannover                   | Sofia Dorotea di Celle                     |  |  |       |  |  |                                 |  |  |                       |  |
|                                      |                                             | Sofia Dorotea di Hannover                   |                                            |  |  |       |  |  |                                 |  |  |                       |  |